# 울진 불영사 불패
울진 불영사 불패(蔚珍 佛影寺 佛牌)는 대한민국 경상북도 울진군, 불영사에 있는 조선시대의 불패이다. 2007년 1월 8일 경상북도의 유형문화재 제398호로 지정되었다.

## 개요
불영사에는 불패 2기가 대웅보전 안에 있다. 불패 1은 좌대와 패신으로 나뉘는데, 패신 앞면에는 ‘우순풍조 국태민안(雨順風調 國泰民安)’이라는 글자(원래 한글로)가 적혀 있으며, 액자 주위로는 황용과 운문 등 화려한 문양을 장식하였으며, 크기는 높이 71.8 × 폭 40.5cm이다. 불패 2는 좌대는 결실(현 복원됨)되고 앙련대와 패신만 남아있는데, 중앙의 액자에는 명문을 확인할 수 없으며, 주위로 봉황, 운문과 꽃을 화려하게 장식하였으며, 크기는 높이 34 × 폭 24.2cm이다. 불패 1의 패신 뒷면에는 불패를 조성하게 된 발원문이 묵서되어 있는데, 이에 의하면 불보살의 명칭을 적은 불패(佛牌) 3위와 왕실의 안녕을 기원하는 전패(殿牌) 3위를 1678년(조선 숙종 4)에 제작한 것으로 되어 있는데, 현재는 2점만이 남아 있다.

## 참고 문헌
- 울진 불영사 불패 - 국가유산청 국가유산포털